# Jhon Alberto Molina
Jhon Alber Molina Urbino (ur. 1 kwietnia 1977 r.) – kolumbijski bokser kategorii junior muszej.

## Kariera zawodowa
Molina zadebiutował na zawodowym ringu 9 czerwca 1998 r., pokonując przez nokaut w 4. rundzie Fidela Julio. 24 listopada 2002 r., Molina zmierzył się z Nelsonem Dieppą w pojedynku o Mistrzostwo Świata WBO w kategorii junior muszej. Pojedynek został przerwany w 2. rundzie i zakończył się technicznym remisem a Dieppa obronił tytuł. W kolejnym pojedynku, 11 lipca 2003 r., Molina zmierzył się z Kerminem Guardią w pojedynku o tymczasowe Mistrzostwo Świata WBO w kategorii junior muszej. Molina przegrał ten pojedynek jednogłośnie na punkty.